# Lady Gaga Enigma + Jazz & Piano
A Lady Gaga Enigma + Jazz & Piano Lady Gaga amerikai énekesnő rezidencia-koncertsorozata, melynek helyszínéül a Las Vegas-i Monte Carlo Resort and Casinóhoz tartozó Dolby Live szolgál. A rezidencia két típusú koncertből tevődik össze: a teátrális jellegű Enigma, ahol az énekesnő legnagyobb slágerei csendülnek fel, illetve a Jazz & Piano, amely során Gaga a Nagy amerikai daloskönyvből ad elő dalokat, valamint saját felvételeinek átdolgozott, zongorán kísért változatai hallhatók. Az Enigma show egy kötetlen történet köré épül, amely a „gyógyulásról és önmagunk megtalálásáról” szól; a koncerteken Gaga különböző sci-fi ihletésű ruhákat visel. A Jazz & Piano esetében Gaga a „csillogást és az eleganciát” kívánta elérni, ruhatárával a dzsesszkorszakot és a klasszikus Vegast idézi meg. A koncertsorozat Enigma-műsorokkal indult 2018. december 28-án, míg az első Jazz & Piano koncert 2019. január 20-án került megrendezésre. A Covid19-világjárvány miatti 21 hónapos szünet után Gaga 2021. október 14-én tért vissza Vegasba.
Az Enigma show-t méltatták színpadiasságáért és Gaga előadói képességeiért, bár néhány kritikus összefüggéstelennek, zavarosnak és feleslegesnek találta a narratívát. A Jazz & Piano koncerteket a kritikusok elismeréssel fogadták – az újságírók szerint nosztalgikus visszaemlékezés Las Vegas „aranykorára”, és dicsérték Gaga énekesi képességeit. Az Enigma + Jazz & Piano kereskedelmileg is kiemelkedő értékeket mutatott; 2019-ben több mint 50 millió dolláros bevételt termelve a legjövedelmezőbb Las Vegas-i rezidencia volt az évben. A Billboard Boxscore adatai szerint a rezidencia bevételével Gaga egyúttal az ötödik női előadó lett a zenetörténelemben, aki átlépte a félmilliárd dolláros bevételi határt a koncertjei során.

## Háttér és kidolgozás

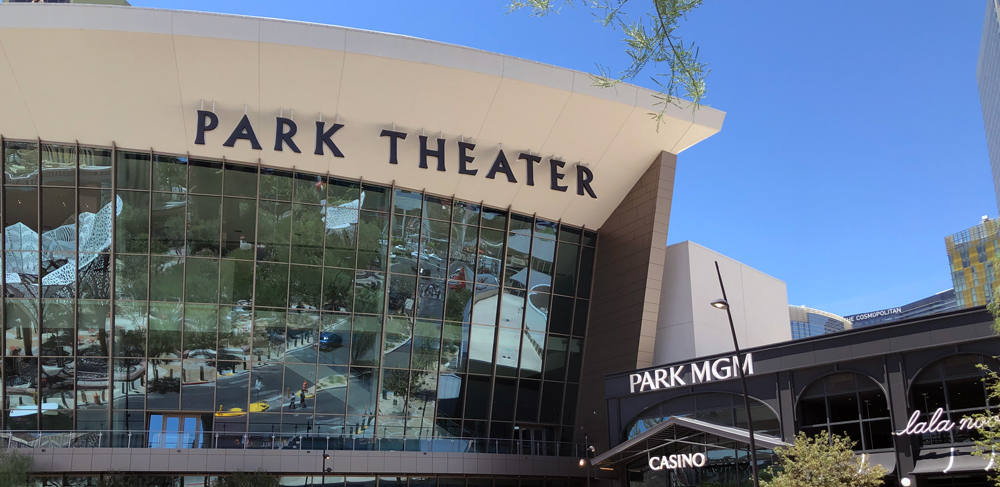
Dolby Live, a koncertek helyszíne

Lady Gaga 2017 decemberében jelentette be a 2018 decemberében elinduló, kétéves Las Vegas-i rezidencia-koncertsorozatát a Park Theaterben. A mintegy 100 millió dollár értékű szerződésben legalább 74 koncert szerepel, melyet megegyezés szerint tovább bővíthetnek. Magát a rezidenciát és címét 2018. augusztus 7-én jelentették be az első 27 koncertdátummal. Gaga műsora két típusú koncertből tevődik össze: az Enigma során az énekesnő „legnagyobb popdalai” csendülnek fel, illetve a Jazz & Piano, amely során Gaga a Nagy Amerikai Daloskönyvből ad elő dalokat, valamint saját felvételeinek átdolgozott, zongorán kísért változatai hallhatók. Gaga saját műsorát úgy jellemezte, hogy „még soha nem csinált ehhez hasonlót. Mindennek az ünnepe lesz, ami egyedülálló és különbözik bennünk. A bátorság kihívásait kreativitással és merészséggel lehet leküzdeni, amelyet a nehézségek, a szeretet és a zene teremtenek.” A bejelentést követően nem sokkal öt újabb Jazz & Piano koncert került meghirdetésre.
A bejelentéssel együtt egy promóciós poszter is napvilágot látott, amin az énekesnő Laurence & Chico tervezők neonzöld tüllruháját, valamint a Vex Clothing latex kesztyűjét és úszósapkáját viseli. A képet Inez and Vinoodh készítette, míg a rendezést Gaga régi munkatársa, Nicola Formichetti intézte. Matt Moen a Paper magazintól úgy vélte, hogy a poszter Gaga a The Fame Monster-időszakának (2009) ruhaválasztásaira emlékeztet, ami azt sugallja, hogy az énekesnő visszatér az avantgárd megjelenéshez. Továbbá Moen szerint érződik a képen a Las Vegas EDM és a rave hatása és az Electric Daisy Carnivalhoz hasonlította azt. Formichetti részt vett a koncertsorozat fellépőruháinak tervezésében is. 2018. december 4-én Gaga egy videót osztott meg Instagram oldalán keresztül, melyen próba közben látható; a háttérben az Aura című dal szólt. Egyik kisvideójában Gaga egy új identitást is felvállalt és Enigmának nevezve magát.
2019 májusában a Park MGM-ben egy mini múzeum is megnyílt Haus of Gaga: Las Vegas néven. A kiállítás negyven ruhadarabot és kiegészítőt tartalmaz a Gaga személyes archívumából, köztük ruháját a 2009-es MTV Video Music Awardsról, az egyedi Alexander McQueen csipkeruháját, amelyet az Alejandro videoklipjében viselt, valamint húsruháját is.

## Koncert-összefoglalás

### Enigma
A koncert egy bevezetővel kezdődik, ahol Enigma (Gaga alteregója), egy motion capture karakter üdvözli a jelenlévőket. Röviddel ezután az énekesnő a színház tetejére függesztve jelenik meg és a Just Dance-t adja elő, miközben a levegőben gitárszintetizátoron játszik. Miután leereszkedik a színpadra, Gaga és táncosai előadják a Poker Face-t és a LoveGame-et. Ezek után Gaga találkozik Enigmával, aki elmagyarázza neki, hogy ki ő és hogy egy szimuláció segítségével megmutatja Gagának a jövőt. Egy rövid videós átvezetést követően az énekesnő fluoreszkáló ruhában és manga ihlette parókában tér vissza a színpadra és előadja a Dance in the Dark-ot és a Beautiful, Dirty, Rich-t. Gaga leveszi dzsekijét és egy olyan hangszeren kezd el játszani, amely billentyűzetet és gitárhúrokat is tartalmaz, eközben a The Fame című dalát énekli. Miután előadja Telephone és Applause című dalait, Gaga rájön, hogy a szimuláció során a paparazzók veszélyesek, és el akarják fogni őt. A levegőben egy gömbszerű ketrecben előadja a Paparazzi-t, majd utána a paparazzók elkapják és kínozni kezdik. Eközben Gaga az Aura-t énekli.
A harmadik felvonás azzal kezdődik, hogy Gaga egy hatalmas mechanikus roboton ülve a Scheiße című dalt énekli. Pirotechnikai hatások kísérik az előadást. A dal áttér a Judas-ra, amelyben Gaga egy hosszú elektromos gitárszólót ad elő. Ezt követően előadja a Government Hooker című dalát, amelyben több szöveget is átkölt. Gaga egy kör alakú billentyűzet-konzolban állva David Bowie I'm Afraid of Americans című dalát dolgozza fel.
Egy újabb videós átvezetés után, amelyben Enigma elmagyarázza Gagának, hogy meg kell gyógyulnia, Gaga előadja a The Edge of Glory és az Alejandro dalokat. Gaga leül a zongorához a kifutó végén, hogy elénekelje a Million Reasons-t és a You and I-t, ahol gitárosai csatlakoznak hozzá. Az utolsó felvonás a Bad Romance-szel indul, melyet Gaga a kifutón ad elő krémszínű latex ruhában, miközben táncosai a főszínpadon maradnak. Enigma elmondja Gagának, hogy itt az ideje, hogy távozzon, de Gaga ragaszkodik hozzá, hogy még egyszer utoljára előadjon neki. A Born This Way-t követően Gaga és csapata elhagyják a színpadot. Zárásként Gaga visszatér, hogy zongorán elénekelje a Shallow-t.

### Jazz & Piano
Az énekesnő Jazz & Piano műsora az Enigmával ellentétben nem tartalmaz átfogó elbeszélést, de négy felvonásra van felosztva, mindegyiket jelmezváltás és fekete-fehér átvezető videó előzi meg. A videókban Gaga a dzsessz és az amerikai klasszikusok iránti szeretetéről beszél és olyan előadókat említ meg, akik inspirálták őt, úgymint Billie Holiday, Etta James és Dinah Washington. A műsorban egy 30 tagú zenekar játszik régimódi zenekari bokszokban, a színpadot neonszínekkel, függönnyel és lógó kristályokból álló háttérrel világítják meg. A dallista 16 vintage feldolgozást tartalmaz, megspékelve Gaga négy saját, átdolgozott dalával; ide tartozik a Born This Way, amelyet egy lassú gospel szám stílusában ad elő, és a Paparazzi „tomboló” előadása. 2021-ben Gaga új dalokkal frissítette a dallistát, köztük a Mambo Italianóval, amiről azt mondta, hogy a Gucci-ház című filmje inspirálta, valamint válogatott dalokkal a második jazzalbumáról, a Love for Sale-ről, például a címadó dallal, amelyet úgy mutatott be, hogy „minden prostituált énekli Las Vegasban”. A dalok között Gaga személyes történeteket is megoszt, amelyek összekötő elemként szolgálnak az előadott számok között.

## A kritikusok értékelései

### Enigma

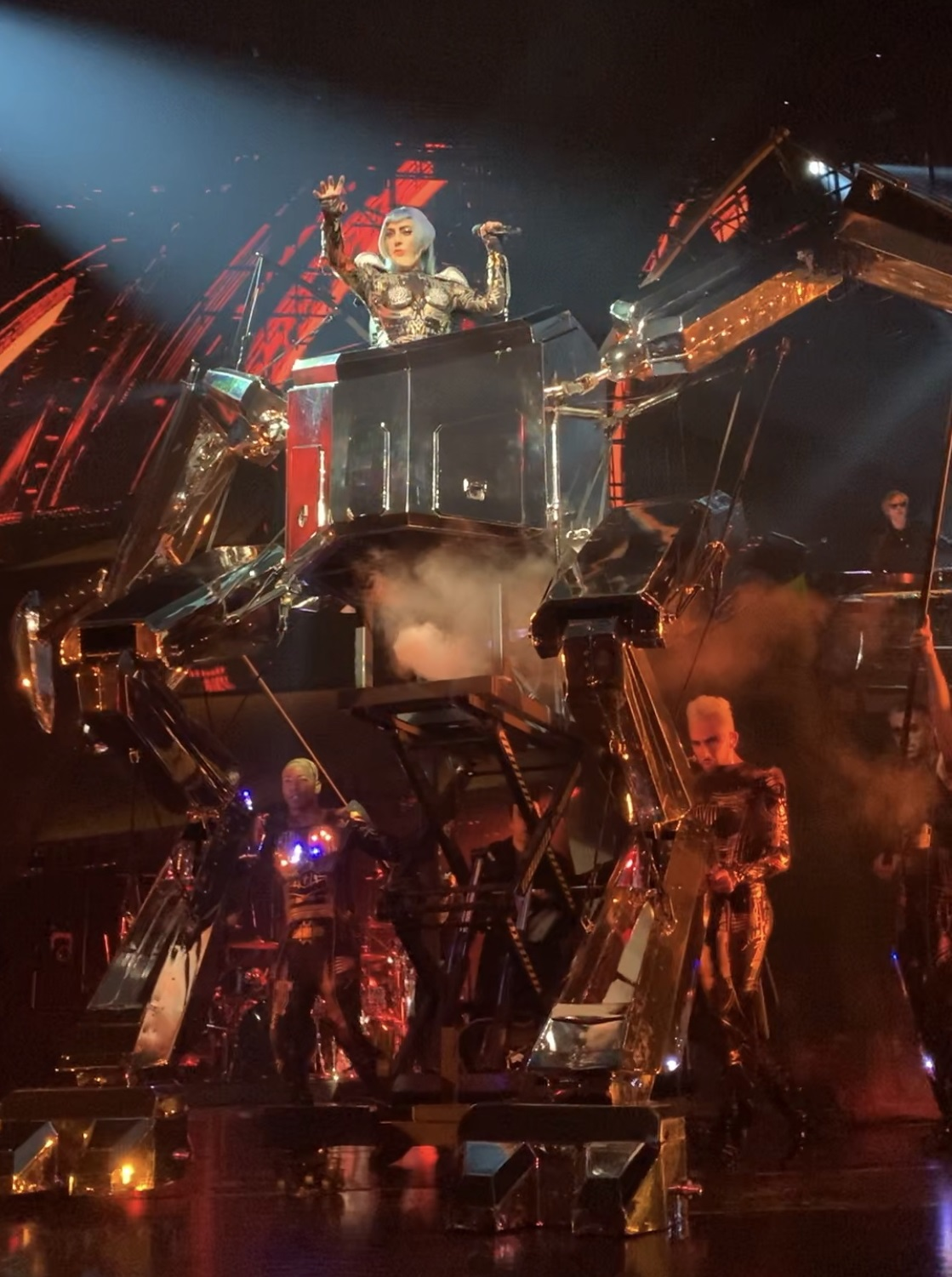
Gaga az egyik Enigma koncert során a Scheiße előadása közben

Chris Willman a Variety-től úgy fogalmazott, hogy az Enigma egy „visszatérés a gyökerekhez a szupersztár számára”, és gratulált Gagának, hogy a kétórás showt végig élőben énekli. Mark Gray a People-től úgy vélte, hogy a koncert „nagyon energikus” és „hozta az elvárásokat”. Ezenkívül dicsérte a koncert teátrális jellegét és az énekesnő kapcsolatát a közönséggel. A Billboard cikkírója, Andreas Hale szerint a „díszletek ugyanolyan grandiózusak és csúcsminőségűek voltak, mint maguk az előadások”, a ruhák pedig „felháborítóan egyediek”. Kritikája végén Hale arra a következtetésre jutott, hogy „nyilvánvaló volt, hogy Gaga jól mutat a vegasi színpadon, ahol számos legenda megfordult már. Egyszerűen fogalmazva, erre született. John Katsilometes a Las Vegas Review-Journal-tól méltatta az énekesnő vokális és zongora képességeit, mondván, hogy „káprázatosan táncol a színpadon, de a billentyűzeten játszódó szívből jövő játék azt mutatja, hogy finoman is képes mozgatni a tömeget.” Brittany Spanos a Rolling Stone magazinban kiemelte a dallista változatosságát és a kellékek használatát, ugyanakkor kijelentette, hogy „a legjobb pillanatok azok, amelyek rögtönzöttnek éreztetik magukat”. Beszámolóját azzal zárta, hogy az Enigma egy „olyan műsor lett, amely megerősíti és megkezdi Gaga örökségét.”
A Los Angeles Times-ban Randy Lewis úgy fogalmazott, hogy Gaga „teljes popsztár módban” volt, és bár nagyra értékelte a „gigantikus” díszleteket és az énekesnő legnagyobb slágereinek szerepeltetését, a műsort „széthúzottnak” találta és a narratívát kritizálta. Azt is hozzátette, hogy a koreográfia „kevéssé nyújtja a dalok dalszövegének vagy zenéjének fizikai kifejezését vagy felerősítését”, bár megjegyezte, hogy "rengeteg vad, kinetikus energiát mutat be". Az Entertainment Weekly-nek írva Marc Snetiker a műsort „összességében egy rohadt jó időnek” nevezte, és szerinte „csodálatra méltó abban, hogy megpróbálta a legnagyobb slágereket összegyűjteni valamibe, amivel karrierje csúcsán lehorgonyozhat Las Vegas-ban”.

### Jazz & Piano

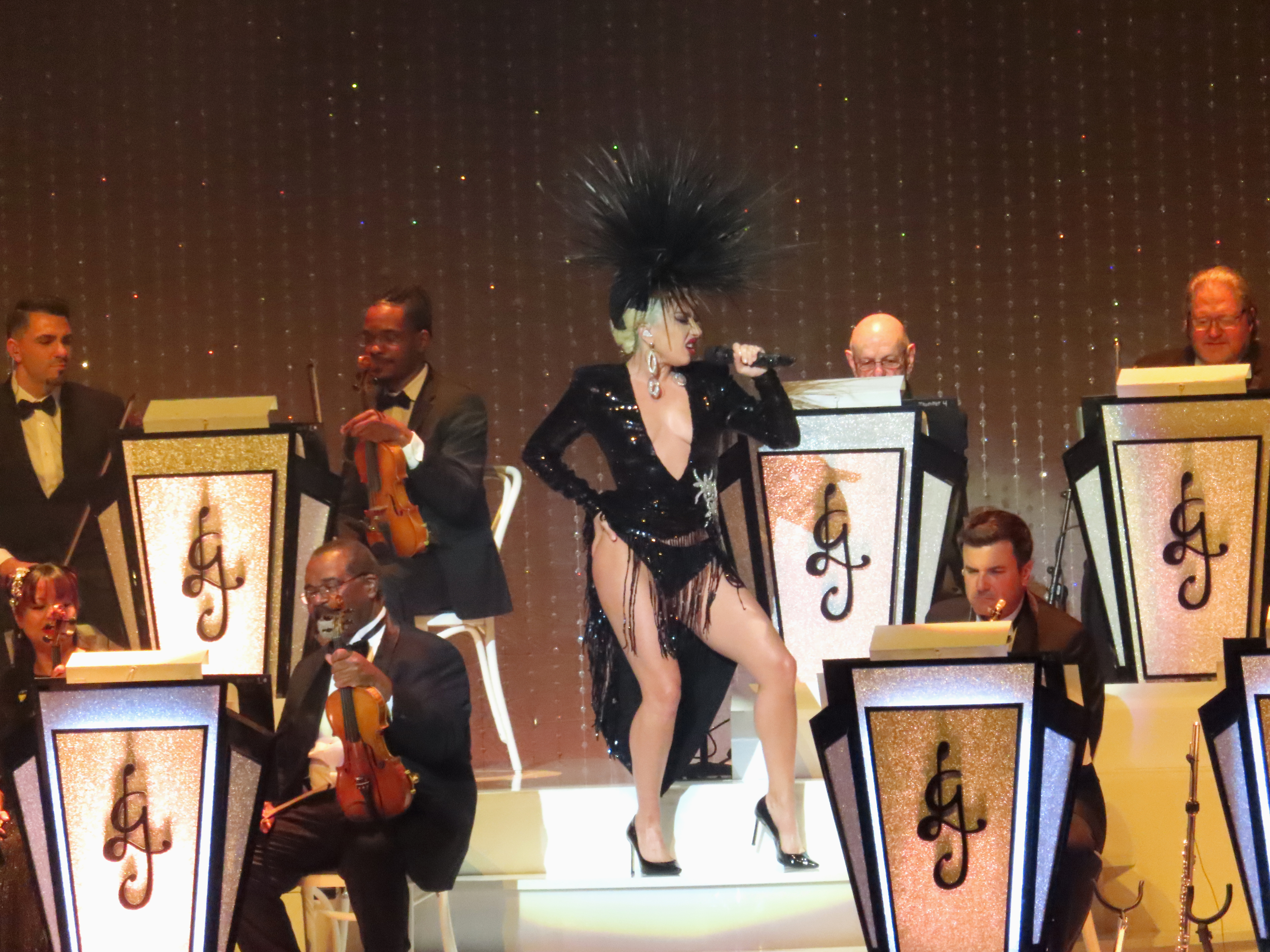
Gaga a Luck Be a Lady előadása közben az egyik Jazz & Piano koncerten

A Variety cikkírója, Chris Willman úgy gondolta, hogy a Jazz & Piano még jobb, mint az énekesnő másik Vegas-i műsora, és a legjobb próbálkozásnak nevezte az időutazásra, mivel „ez a show Vegas csúcsára emlékeztet”. Méltatta az énekesnő „valódi érzelmeit”, melyek az előadás során mutatkoztak rajta. Mikael Wood a Los Angeles Times-tól szintén az Enigmához hasonlította a műsort mondván, hogy „minden stílus- és repertoárbeli különbségük ellenére mindkét műsor kitörölhetetlenül Gagás érzetű, melyeket szokatlan személyiségének és nyers vokális tehetségének egyesítő erejével kapcsol össze.” Azt is észrevette, hogy „számára a két vegasi előadás nem ellentétes, hanem kiegészítik egymást - ugyanannak az elhatározásnak a része, hogy valami valósat tudjon kifejezni.” Kevin Mazur, a Las Vegas Sun munkatársa a Jazz & Piano-t „a legjobb Las Vegas-i shownak” nevezte, és úgy vélte, hogy „Gaga egész este hipnotikus volt, mind a mikrofon mögött, mind a zongorán”, miközben hozzátette, hogy a teljes zenekar és a Brian Newman Quintet „szintén remekelt”.
John Katsilometes, a Las Vegas Review-Journal munkatársa kiemelte Gaga vokális képességeit, mondván, hogy „több a cappella pillanatot is elkapott” a jazz előadásai során. A Paper Mag számára író Michael Love Michael szintén megdicsérte az énekesnő hangját, és úgy találta, hogy az „tele van ragyogással, árnyalatokkal és érzelmekkel”, miközben megjegyezte, hogy Gaga előadása „azonnal nosztalgikus érzéseket keltett, amelyek az egész show alatt folytatódtak”. Nick Remsen a Vogue-tól így írt róla: „A Jazz & Piano szórakoztató, magával ragadó, tanulságos (részben a fekete-fehér filmes betéteknek köszönhetően...), és okosan megtervezett, erőt és provokációt sugall, anélkül, hogy túlzó lenne. Ráadásul teljes mértékben bizonyítja sztárjának rendkívüli előadói képességeit és nagy szívét”.

## Kereskedelmi fogadtatás
A műsor előértékesítése 2018. augusztus 8-tól kezdődött elsőként Gaga rajongói klubjának számára, majd másnap a Citi bank hitelkártya-tulajdonosok követték őket a korai jegyszerzésben. Ezenkívül előzetes értékesítésre került sor az MGM tagjainak, valamint a Live Nation és a Ticketmaster ügyfeleinek augusztus 11–12 között. Másnap a koncertekre szóló jegyek a nagyközönség számára is elérhetővé váltak, beleértve az általános foglalásokat és a VIP-csomagokat is, melyek tartalmazták az énekesnővel való találkozást. Az IQ magazin arról számolt be, hogy a jegyértékesítések felülmúlják a legközelebbi versenytársakat, olyan előadók rezidenciáit, mint Celine Dion és Britney Spears. Az eladásokat befolyásolta a jegyek magasabb ártartománya is a másodlagos piacokon.
2019 februárjában a Billboard közzétette az első bevételi adatokat. Gaga 16 millió dolláros bevételre tett szert az addigi 11 telt házas koncertből, amely havi felosztásban 4,3 millió volt decemberben, 8,7 millió januárban és 2,9 millió februárban. Az egyes koncertek bevételei 1,41 és 1,48 millió dollár között mozogtak, míg a teljes nézőszám februárig 59 162 fő volt. Eric Frankenberg a magazintól úgy fogalmazott, hogy a teljes bevétel egy „felvillanyozó nyitó ütem volt Gaga vegasi rezidenciájának”, mivel az énekesnő „felülmúlta” olyan más előadók rezidenciáinak nyitóbevételét, mint Britney Spears, Jennifer Lopez, a Backstreet Boys, Shania Twain és Gwen Stefani. Az Enigma bevételeivel együtt Gaga az ötödik női előadóvá vált a zenetörténelemben, aki átlépte a félmilliárd dolláros bevételi határt a Billboard Boxscore adatai szerint. 2019-ben a rezidencia 1 584 374 dolláros átlagbevétellel 53 868 719 dollárt termelt 185 019 eladott jegy után. Az átlag nézőszám 5442 fő volt koncertenként, míg az átlagos jegyár 291,15 dollárra tehető (2019-es árfolyamon számolva 83 ezer forint).

## Dallista

### Enigma
Az alábbi lista a 2018. december 28-ai koncert dallistája.
1. Just Dance
2. Poker Face
3. LoveGame
4. Dance in the Dark
5. Beautiful, Dirty, Rich
6. The Fame
7. Telephone
8. Applause
9. Paparazzi
10. Aura
11. Scheiße
12. Judas
13. Government Hooker
14. I'm Afraid of Americans
15. The Edge of Glory
16. Alejandro
17. Million Reasons
18. You and I
19. Bad Romance
20. Born This Way

Ráadás
1. Shallow

### Jazz & Piano (2019)
Az alábbi lista a 2019. január 20-ai koncert dallistája.
1. Luck Be a Lady
2. Anything Goes
3. Call Me Irresponsible
4. Orange Colored Sky
5. Poker Face
6. The Lady Is a Tramp
7. Cheek to Cheek
8. I Can’t Give You Anything but Love, Baby
9. Someone to Watch Over Me
10. Born This Way
11. Bang Bang (My Baby Shot Me Down)
12. Coquette
13. What a Difference a Day Made
14. Paparazzi
15. La Vie en rose
16. Just a Gigolo
17. Lush Life
18. Bad Romance
19. Fly Me to the Moon

Ráadás
1. New York, New York

### Jazz & Piano (2021–2022)
Az alábbi lista a 2021. szeptember 30-ai koncert dallistája.
1. Luck Be a Lady
2. Orange Colored Sky
3. Love for Sale
4. Call Me Irresponsible
5. Poker Face
6. Bang Bang (My Baby Shot Me Down)
7. I Can't Give You Anything but Love, Baby
8. Let's Do It, Let's Fall in Love
9. Do I Love You?
10. Born This Way
11. Rags to Riches

1. Mambo Italiano
2. Coquette
3. What a Diff'rence a Day Made
4. Paparazzi
5. La Vie en rose
6. You're the Top
7. Bad Romance
8. Fly Me to the Moon

Ráadás
1. New York, New York

### Jazz & Piano (2023)
1. Luck Be a Lady
2. Steppin’ Out with My Baby
3. The Best Is Yet to Come
4. Call Me Irresponsible
5. Poker Face
6. It Don’t Mean a Thing (If It Ain’t Got That Swing)
7. I Can’t Give You Anything But Love
8. If I Had You
9. Do I Love You
10. Born This Way
11. Stupid Love
12. Sway
13. Rags to Riches
14. Mambo Italiano
15. ’O sole mio
16. Paparazzi
17. La Vie en Rose
18. What a Diff’rence a Day Makes
19. Bad Romance
20. Lush Life
21. Fly Me to the Moon

Ráadás
1. New York, New York

### Jazz & Piano (2024)
1. Orange Colored Sky (Live interlude)
2. Luck Be a Lady
3. Call Me Irresponsible
4. The Best Is Yet to Come
5. Steppin’ Out with My Baby
6. Poker Face
7. It Don’t Mean a Thing (If It Ain’t Got That Swing)
8. I Can’t Give You Anything But Love
9. Do I Love You
10. Born This Way
11. Stupid Love
12. Sway
13. Rags to Riches
14. Americano
15. Paparazzi
16. La Vie en Rose
17. What a Diff’rence a Day Makes
18. Bad Romance

Ráadás
1. Fly Me to the Moon
2. New York, New York

Megjegyzések
- 2019. január 20-án Gaga a Cheek to Cheek és a The Lady Is a Tramp című dalokat Tony Bennett-tel közösen adta elő.[39]
- 2019. január 26-án a közönség soraiban ülő Bradley Cooper fellépett a színpadra és Gagával közösen adta elő a Shallow-t.[40]

## Koncertek
| Dátum                | Koncert      | Eladott jegyek          | Bevétel       |
| Szakasz 1            | Szakasz 1    | Szakasz 1               | Szakasz 1     |
| -------------------- | ------------ | ----------------------- | ------------- |
| 2018. december 28.   | Enigma       | 59 162 / 59 162         | 15 970 436 $  |
| 2018. december 30.   | Enigma       | 59 162 / 59 162         | 15 970 436 $  |
| 2018. december 31.   | Enigma       | 59 162 / 59 162         | 15 970 436 $  |
| 2019. január 17.     | Enigma       | 59 162 / 59 162         | 15 970 436 $  |
| 2019. január 19.     | Enigma       | 59 162 / 59 162         | 15 970 436 $  |
| 2019. január 20.     | Jazz & Piano | 59 162 / 59 162         | 15 970 436 $  |
| 2019. január 24.     | Enigma       | 59 162 / 59 162         | 15 970 436 $  |
| 2019. január 26.     | Enigma       | 59 162 / 59 162         | 15 970 436 $  |
| 2019. január 31.     | Enigma       | 59 162 / 59 162         | 15 970 436 $  |
| 2019. február 2.     | Enigma       | 59 162 / 59 162         | 15 970 436 $  |
| 2019. február 3.     | Jazz & Piano | 59 162 / 59 162         | 15 970 436 $  |
| Szakasz 2            |              |                         |               |
| 2019. május 9.       | Enigma       | N/A                     | N/A           |
| 2019. május 17.      | Enigma       | N/A                     | N/A           |
| 2019. május 20.      | Enigma       | N/A                     | N/A           |
| 2019. május 30.      | Enigma       | 48 833 / 48 833         | 13 549 061 $  |
| 2019. június 1.      | Enigma       | 48 833 / 48 833         | 13 549 061 $  |
| 2019. június 2.      | Jazz & Piano | 48 833 / 48 833         | 13 549 061 $  |
| 2019. június 6.      | Enigma       | 48 833 / 48 833         | 13 549 061 $  |
| 2019. június 8.      | Enigma       | 48 833 / 48 833         | 13 549 061 $  |
| 2019. június 9.      | Jazz & Piano | 48 833 / 48 833         | 13 549 061 $  |
| 2019. június 12.     | Enigma       | 48 833 / 48 833         | 13 549 061 $  |
| 2019. június 14.     | Enigma       | 48 833 / 48 833         | 13 549 061 $  |
| 2019. június 15.     | Jazz & Piano | 48 833 / 48 833         | 13 549 061 $  |
| 2019. június 24.     | Enigma       | N/A                     | N/A           |
| Szakasz 3            |              |                         |               |
| 2019. október 17.    | Enigma       | 60 684 / 60 684         | 18 835 571 $  |
| 2019. október 19.    | Enigma       | 60 684 / 60 684         | 18 835 571 $  |
| 2019. október 20.    | Jazz & Piano | 60 684 / 60 684         | 18 835 571 $  |
| 2019. október 23.    | Enigma       | 60 684 / 60 684         | 18 835 571 $  |
| 2019. október 25.    | Enigma       | 60 684 / 60 684         | 18 835 571 $  |
| 2019. október 26.    | Jazz & Piano | 60 684 / 60 684         | 18 835 571 $  |
| 2019. október 31.    | Enigma       | 60 684 / 60 684         | 18 835 571 $  |
| 2019. november 2.    | Enigma       | 60 684 / 60 684         | 18 835 571 $  |
| 2019. november 3.    | Jazz & Piano | 60 684 / 60 684         | 18 835 571 $  |
| 2019. november 8.    | Enigma       | 60 684 / 60 684         | 18 835 571 $  |
| 2019. november 9.    | Jazz & Piano | 60 684 / 60 684         | 18 835 571 $  |
| Szakasz 4            |              |                         |               |
| 2019. december 28.   | Enigma       | 16 340 / 16 340         | 5 513 651 $   |
| 2019. december 30.   | Enigma       | 16 340 / 16 340         | 5 513 651 $   |
| 2019. december 31.   | Jazz & Piano | 16 340 / 16 340         | 5 513 651 $   |
| 2020. február 1.     | Enigma       | N/A                     | N/A           |
| Szakasz 5            |              |                         |               |
| 2021. október 14.    | Jazz & Piano | 44 371 / 44 371         | 13 101 365 $  |
| 2021. október 16.    | Jazz & Piano | 44 371 / 44 371         | 13 101 365 $  |
| 2021. október 17.    | Jazz & Piano | 44 371 / 44 371         | 13 101 365 $  |
| 2021. október 21.    | Jazz & Piano | 44 371 / 44 371         | 13 101 365 $  |
| 2021. október 23.    | Jazz & Piano | 44 371 / 44 371         | 13 101 365 $  |
| 2021. október 24.    | Jazz & Piano | 44 371 / 44 371         | 13 101 365 $  |
| 2021. október 28.    | Jazz & Piano | 44 371 / 44 371         | 13 101 365 $  |
| 2021. október 30.    | Jazz & Piano | 44 371 / 44 371         | 13 101 365 $  |
| 2021. október 31.    | Jazz & Piano | 44 371 / 44 371         | 13 101 365 $  |
| Szakasz 6            |              |                         |               |
| 2022. április 14.    | Jazz & Piano | 46 196 / 46 196         | 12 935 506 $  |
| 2022. április 16.    | Jazz & Piano | 46 196 / 46 196         | 12 935 506 $  |
| 2022. április 17.    | Jazz & Piano | 46 196 / 46 196         | 12 935 506 $  |
| 2022. április 21.    | Jazz & Piano | 46 196 / 46 196         | 12 935 506 $  |
| 2022. április 23.    | Jazz & Piano | 46 196 / 46 196         | 12 935 506 $  |
| 2022. április 24.    | Jazz & Piano | 46 196 / 46 196         | 12 935 506 $  |
| 2022. április 28.    | Jazz & Piano | 46 196 / 46 196         | 12 935 506 $  |
| 2022. április 30.    | Jazz & Piano | 46 196 / 46 196         | 12 935 506 $  |
| 2022. május 1.       | Jazz & Piano | 46 196 / 46 196         | 12 935 506 $  |
| Szakasz 7            |              |                         |               |
| 2023. augusztus 31.  | Jazz & Piano | 58 668 / 60 096         | 17 030 118 $  |
| 2023. szeptember 2.  | Jazz & Piano | 58 668 / 60 096         | 17 030 118 $  |
| 2023. szeptember 3.  | Jazz & Piano | 58 668 / 60 096         | 17 030 118 $  |
| 2023. szeptember 6.  | Jazz & Piano | 58 668 / 60 096         | 17 030 118 $  |
| 2023. szeptember 7.  | Jazz & Piano | 58 668 / 60 096         | 17 030 118 $  |
| 2023. szeptember 9.  | Jazz & Piano | 58 668 / 60 096         | 17 030 118 $  |
| 2023. szeptember 10. | Jazz & Piano | 58 668 / 60 096         | 17 030 118 $  |
| 2023. szeptember 28. | Jazz & Piano | 58 668 / 60 096         | 17 030 118 $  |
| 2023. szeptember 30. | Jazz & Piano | 58 668 / 60 096         | 17 030 118 $  |
| 2023. október 1.     | Jazz & Piano | 58 668 / 60 096         | 17 030 118 $  |
| 2023. október 4.     | Jazz & Piano | 58 668 / 60 096         | 17 030 118 $  |
| 2023. október 5.     | Jazz & Piano | 58 668 / 60 096         | 17 030 118 $  |
| Szakasz 8            |              |                         |               |
| 2024. június 19.     | Jazz & Piano | 42 398 / 42 398         | 13 105 553 $  |
| 2024. június 20.     | Jazz & Piano | 42 398 / 42 398         | 13 105 553 $  |
| 2024. június 27.     | Jazz & Piano | 42 398 / 42 398         | 13 105 553 $  |
| 2024. június 29.     | Jazz & Piano | 42 398 / 42 398         | 13 105 553 $  |
| 2024. június 30.     | Jazz & Piano | 42 398 / 42 398         | 13 105 553 $  |
| 2024. július 3.      | Jazz & Piano | 42 398 / 42 398         | 13 105 553 $  |
| 2024. július 5.      | Jazz & Piano | 42 398 / 42 398         | 13 105 553 $  |
| 2024. július 6.      | Jazz & Piano | 42 398 / 42 398         | 13 105 553 $  |
| Összesen             | Összesen     | 376 652 / 378 080 (99%) | 110 041 261 $ |

## Törölt koncertek
| Dátum             | Koncert      | Oka              |
| ----------------- | ------------ | ---------------- |
| 2019. november 6. | Enigma       | Betegség         |
| 2020. április 30. | Enigma       | Covid19-pandémia |
| 2020. május 2.    | Enigma       | Covid19-pandémia |
| 2020. május 3.    | Jazz & Piano | Covid19-pandémia |
| 2020. május 7.    | Jazz & Piano | Covid19-pandémia |
| 2020. május 9.    | Enigma       | Covid19-pandémia |
| 2020. május 10.   | Jazz & Piano | Covid19-pandémia |
| 2020. május 13.   | Enigma       | Covid19-pandémia |
| 2020. május 15.   | Enigma       | Covid19-pandémia |
| 2020. május 16.   | Jazz & Piano | Covid19-pandémia |

## Fordítás
- Ez a szócikk részben vagy egészben  a   Lady Gaga Enigma című angol Wikipédia-szócikk fordításán alapul.  Az eredeti cikk szerkesztőit annak laptörténete sorolja fel. Ez a jelzés csupán a megfogalmazás eredetét és a szerzői jogokat jelzi, nem szolgál a cikkben szereplő információk forrásmegjelöléseként.